# ぷりずん。
ぷりずん。は、かつて活動していた日本のお笑いコンビ。吉本興業に所属していた。

## メンバー
逢見 亮太（おうみ りょうた、1987年 (昭和62年) 12月25日 -（37歳））
- 身長183cm。
- ツッコミ担当。立ち位置は向かって右。
- 東京都国立市出身。
- 専修大学経営学部卒業。キックボクシング部OB。
- 元プロキックボクサーで新人王の獲得経験あり。

兼近 大樹（かねちか だいき、1991年 (平成3年) 5月11日 -（34歳））
- 身長172cm。
- ボケ担当。立ち位置は向かって左。
- 北海道札幌市北区新川出身。
- 中卒で元ホームレス。極貧の母子家庭で育った。『湘南純愛組』の鬼塚英吉を意識し、自分を死んだことにして上京したため、地元では死亡説がある[1]。
- 又吉直樹の本を読んだことがきっかけで芸人を志し、最も影響を受けている。
- 音楽に合わせて体中を鳴らすボディーミュージックという特技を持つ。

## 来歴・人物
逢見は、ワタナベエンターテインメントにてトリオとして活動し、1年程所属していたがよしもとクリエイティブ・エージェンシーに移り、兼近を誘い2013年1月1日にコンビを結成した。当初は、ボケとツッコミが逆だった。
だが2017年5月以降、逢見が活動休止状態にあり兼近がピンで活動していた（兼近は、M-1グランプリ2017に元ベイビーギャングのりんたろー。とのコンビ「SCANDAL」で出場したが、2017年11月に解散。）。逢見はピン芸人「おーみ」へ改名し、活動を始め、アジア住みます芸人としてタイに移住している。また、兼近は12月より再びりんたろー。と正式なコンビ「EXIT」を結成し、現在に至る。
なお、解散後に『ウチのガヤがすみません!』（2018年5月22日放送分）の「イケメン若手芸人ベスト3」という企画に2人とも選ばれて共演しているが、元コンビであることは触れられなかった。

## 出演

### テレビ
- 有田チルドレン（2015年6月9日・7月11日、TBS）
- オイコノミア（2017年5月10日、NHK）
- 有田ジェネレーション（2017年5月10日、TBS）

### ドラマ
- 火花 第2話（2016年6月3日、Netflix）
- でも、結婚したいっ！～BL漫画家のこじらせ婚活記～（2017年4月4日、フジテレビ）
- 人は見た目が100パーセント 第5話（2017年5月11日、フジテレビ）

### 映画
- (LOVE SONG)（2025年10月31日公開予定） - ルーク 役（逢見）[2]

## 単独ライブ・トークライブ
- 2016年7月1日 - ライブ『ぷりずんのぷりーたいむ』（大宮ラクーン劇場）
- 2016年8月7日 - ライブ『ぷりずんのぷりーたいむ～２ぷり～』（大宮ラクーン劇場）
- 2016年9月17日 - 単独ライブ『ぷりずんぶれいく。』（ヨシモト∞ホール）
- 2016年9月25日 - ライブ『ぷりずんのぷりーたいむ～３ぷり～』（大宮ラクーン劇場）
- 2016年11月27日 - ライブ『ぷりずんのぷりーたいむ～４ぷり～』（大宮ラクーン劇場）
- 2016年12月24日 - 単独ライブ『ぷりずんぶれいく。』（ヨシモト∞ホール）
- 2017年11月25日 - 解散ライブ『ぷりずんぶれいく。』（神保町花月）

## その他
- お台場夢大陸「ミストマン」（2015年、2016年）